# سینکرونی فایننشل
سینکرونی فایننشل (انگلیسی: Synchrony Financial) شرکت خدمات مالی و بانکداری آمریکایی است، که در سال ۲۰۰۳ تأسیس شد.